# ایولیان رایسا
ایولیان رایسا (انگلیسی: Iulian Raicea؛ زادهٔ ۴ مارس ۱۹۷۳) تیرانداز، و کشیش اهل رومانی است.